# Fès el-Bali

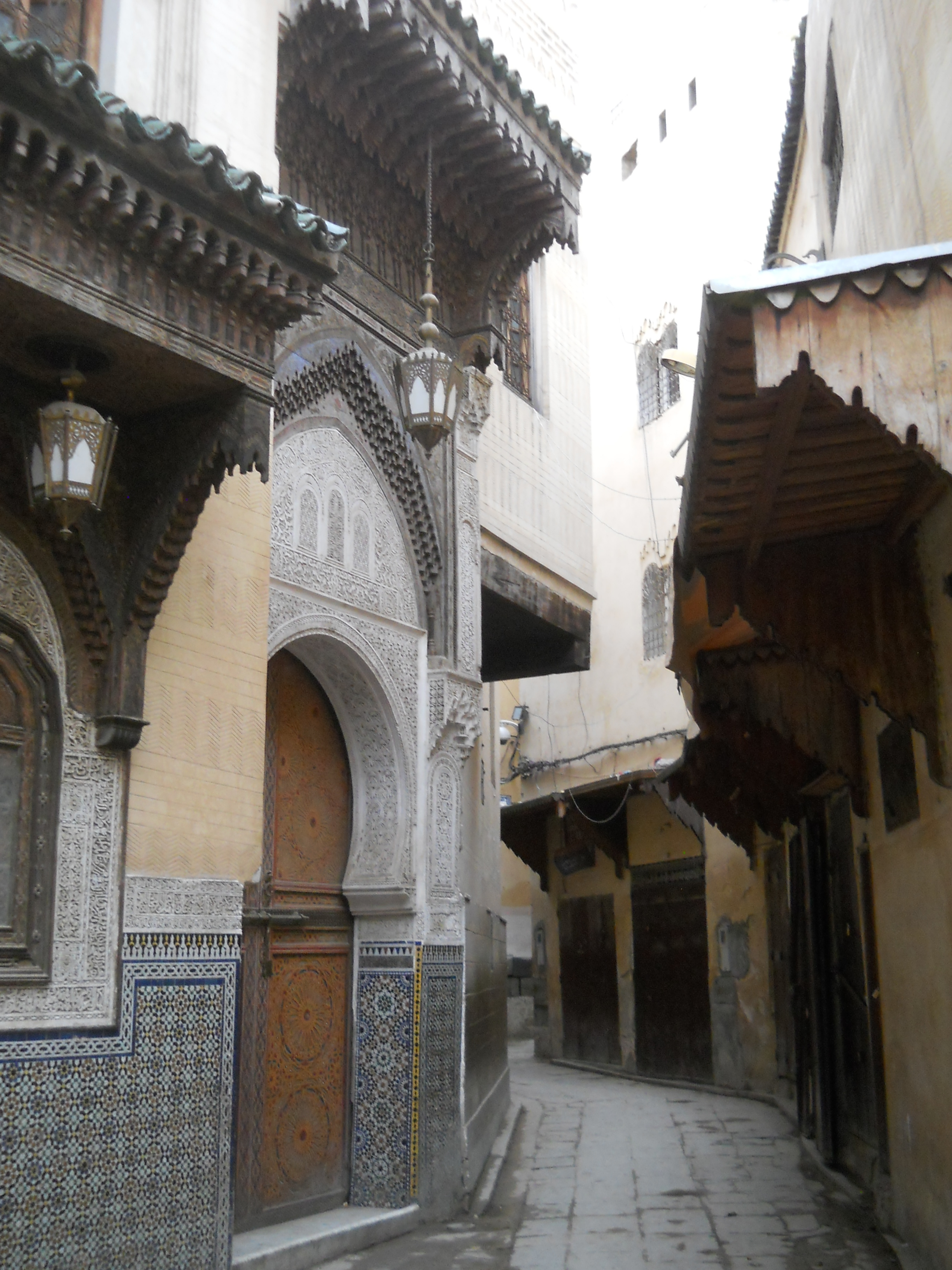
Fès el-Bali, quartier le plus ancien de Fès.

Fès el-Bali est le plus vieux quartier de Fès fondé entre 789 et 808 par les Idrissides. Il renferme quelques-uns des plus beaux édifices du Maroc dont les deux monuments édifiés au IXe siècle que sont la mosquée des Andalous et la mosquée Quaraouiyine. L'immense médina de Fès a gardé ses structures médiévales.

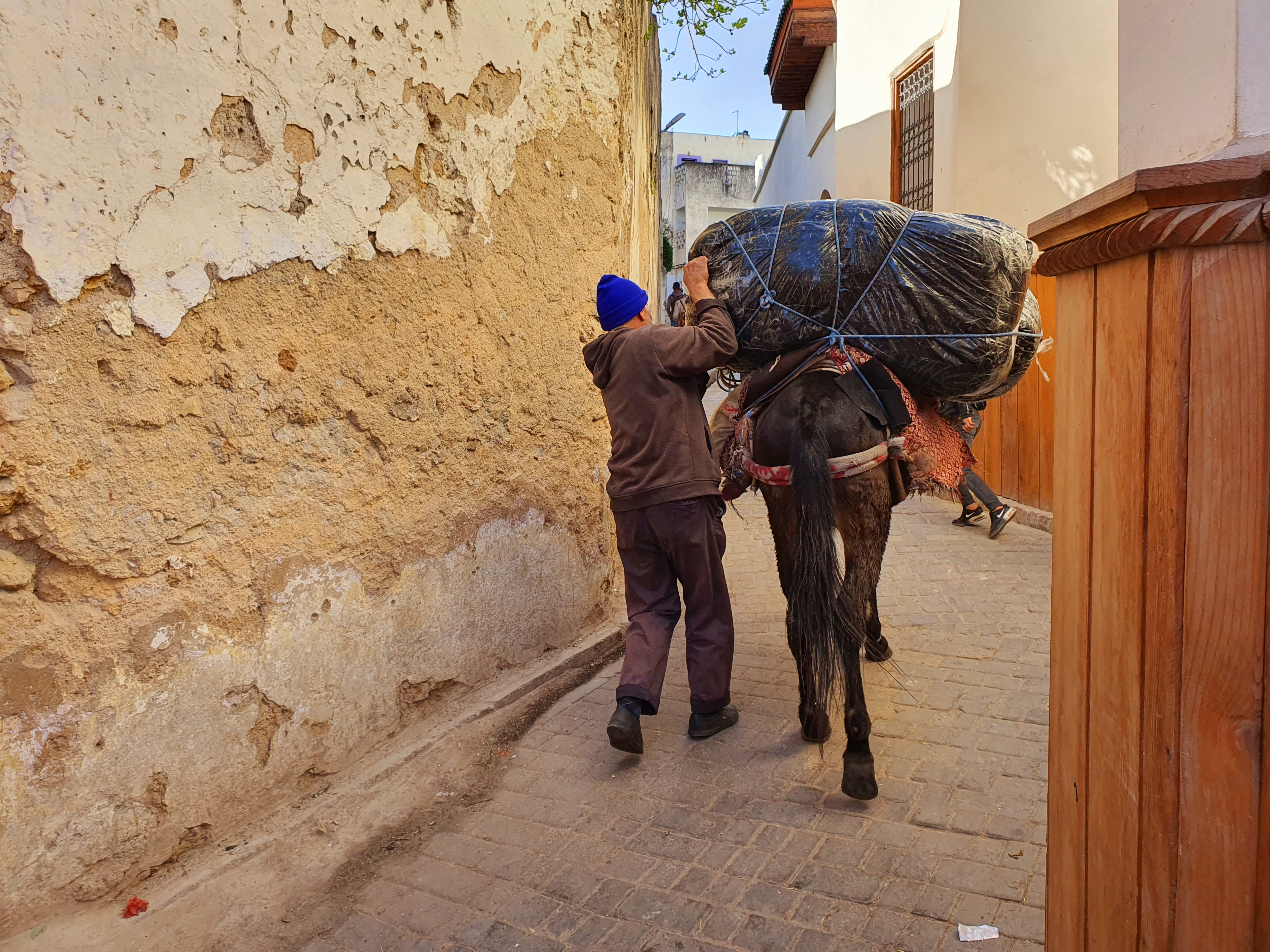
Transport à dos d'âne, en l'absence de voitures.

Fès el-Bali est entièrement sans voitures. Elle comprend environ 10 000 rues, en général très étroites (d’un mètre de large, voire moins, à quelques mètres tout au plus), et elles sont, pour des raisons pratiques, sans voitures et parfois même sans motos du fait des escaliers assez fréquents. La pratique du vélo y est peu aisée pour les mêmes raisons. Avec 156 000 habitants en 2002, la médina de Fès el-Bali détient une densité de population très élevée d'environ 55 000 habitants/km². Il s’agit sans doute de la plus grande zone contiguë sans voitures dans le monde d’aujourd’hui. En comparaison, même Venise n’abrite que 55 000 habitants.